# 阿馬多克角

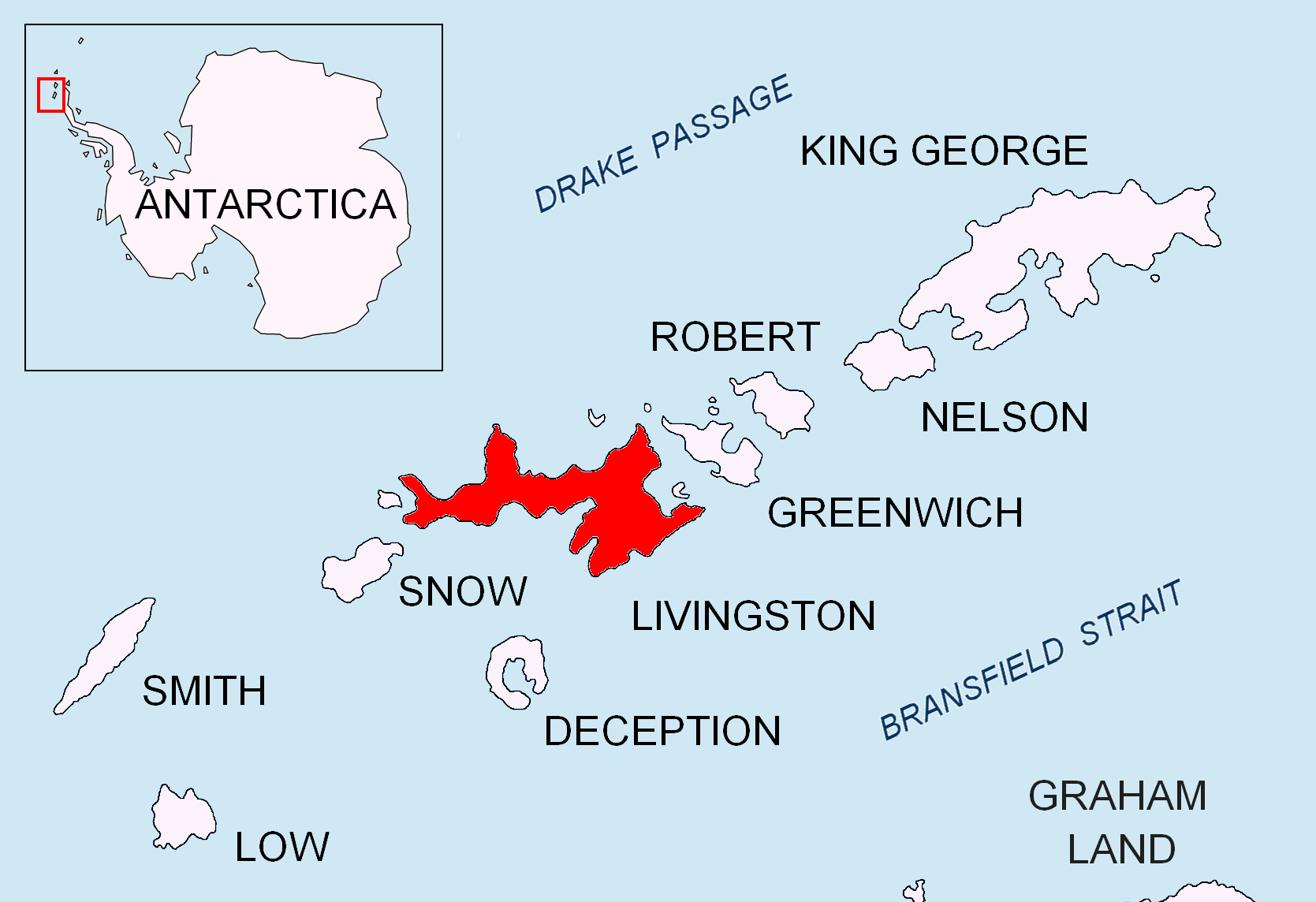

阿馬多克角是南極洲的海岬，位於南設得蘭群島的利文斯頓島南岸，處於象角西北面2公里和克拉克冰原島峰東南面1.8公里，現時由南極條約體系管理。
62°40′45″S 60°53′22″W / 62.67917°S 60.88944°W

## 外部連結
- SCAR Composite Antarctic Gazetteer（页面存档备份，存于）.